# 하라정 (후쿠시마현)
하라정(原町)은 후쿠시마현 소마군에 있던 정이다.

## 역사
- 1889년 4월 1일 - 정촌제 시행에 수반해 기타카타군 4촌이 합병해 하라마치촌이 성립하였다.
- 1896년 4월 1일 - 기타카타군 우다군이 합병해 소마군이 성립하였다.
- 1897년 9월 1일 - 정으로 승격해 하라정으로 변경되었다.
- 1954년 3월 20일 - 오타촌, 오미카촌, 다카히라촌과 합병해, 하라마치시가 되어 소멸하였다.

## 참고문헌
- 『市町村名変遷辞典』東京堂出版、1990年。